# Муравьёв, Дмитрий Георгиевич
Дмитрий Георгиевич Муравьёв — советский хозяйственный и государственный деятель, Герой Социалистического Труда.

## Биография
Родился в 1927 году в Москве. Член КПСС.
В 1950—1954 — первый секретарь Сокольнического райкома ВЛКСМ города Москвы.
В 1959—1962 — секретарь парткома завода «Красный богатырь».
В 1966—1969 — второй секретарь Куйбышевского райкома КПСС города Москвы.
В 1969—1990 — директор завода, генеральный директор Московского производственного объединения «Красный богатырь» Министерства нефтеперерабатывающей и нефтехимической промышленности СССР.
Указом Президиума Верховного Совета СССР от 10 марта 1976 года присвоено звание Героя Социалистического Труда с вручением ордена Ленина и золотой медали «Серп и Молот».
Делегат XXVI съезда КПСС.
Заслуженный химик РСФСР.
Умер в 2009 году в Москве.

## Награды и звания
- Герой Социалистического Труда (10.03.1976)
- Орден Ленина (20.04.1971, 10.03.1976)
- Орден Дружбы народов (16.01.1981)